# Presídio de Mundaú
O Presídio de Mundaú localizava-se em Mundaú, no litoral norte do estado brasileiro do Ceará.

## História
Este presídio foi erguido com a função de vigilância daquele trecho do litoral, para coibir as atividades de contrabando (BARRETTO, 1958:98).